# Moleculaire knoop

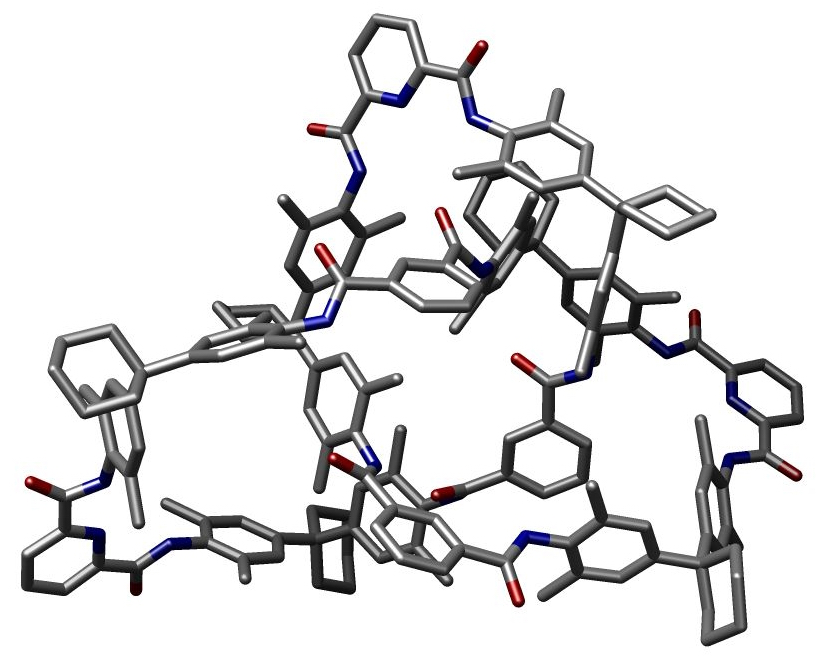
Typische structuur van een moleculaire knoop, in dit geval een klaverbladknoop.

Een moleculaire knoop of knotaan (Engels: knotane) is de benaming voor een typische moleculaire opbouw, waarbij een cyclische structuur de configuratie van een knoop aanneemt. Verbindingen met een moleculaire knoop, meestal macrocyclische verbindingen, hebben ten minste twee enantiomeren. Voorbeelden van natuurlijk voorkomende moleculaire knopen zijn DNA-strengen en een aantal proteïnen (bijvoorbeeld lactoferrine). Synthetische moleculen met een knoop hebben typisch een globulaire vorm (doorsneden van ongeveer 1 nanometer) en kunnen gebruikt worden in de nanotechnologie.